# Красноармейский (Южненское сельское поселение)
Красноарме́йский — посёлок в Мартыновском районе Ростовской области.
Входит в состав Южненского сельского поселения.

## География
Расположен на левом берегу Донского магистрального канала, несколько южнее точки ответвления Нижнедонского канала.

## Население
| 2010 |
| ---- |
| 191  |

## Улицы
- ул. Восходовская,
- ул. Дружбы,
- ул. Мира,
- ул. Портальная,
- ул. Цветочная.